# Chikkabburu, Sorab
Chikkabburu là một làng thuộc tehsil Sorab, huyện Shimoga, bang Karnataka, Ấn Độ.